# Lingua ufficiale
Una lingua ufficiale è la lingua che uno Stato sovrano ha legalmente adottato per la produzione dei propri documenti ufficiali, come le leggi, gli atti giudiziari e notarili. Sono generalmente considerate lingue ufficiali di uno Stato le lingue citate come tali nella Costituzione o nelle leggi equiparate ad essa. 
Se le lingue minoritarie compaiono accanto alle lingue ufficiali come tali (es. "Nelle zone in cui è presente questa minoranza linguistica, tale lingua è ufficiale in quelle zone al pari della/e lingua/e ufficiale/i."), anche queste lingue sono considerate come ufficiali dello Stato (è il caso della Slovenia). Organismi sovranazionali, o associazioni private, possono definire una propria lingua ufficiale che può essere diversa da quella del paese in cui hanno sede, soprattutto se collabora con società straniere o tutela minoranze linguistiche. 
Tuttavia, non è detto che uno stato decida di adottare una o più determinate lingue ufficiali, come nel caso dell'Unione Sovietica, di cui si può indicare per ogni regione la lingua parlata de facto, ma giuridicamente l'Unione non adottò alcuna lingua che dovesse prevalere su ogni altra (per gli atti ufficiali si usava il russo).

## Criteri per la scelta della lingua ufficiale
La maggior parte degli stati sceglie una sola lingua a cui affidare questo titolo. Solitamente essa è quella parlata dalla maggior parte dei suoi cittadini come lingua madre e su cui si basano la cultura e la letteratura autoctone. Paesi molto vasti, federazioni che riuniscono popoli molto differenti per tradizioni e cultura (ad esempio l'ex Jugoslavia) o regioni che, come nel caso della Svizzera, costituiscono il punto di incontro di diversi popoli, possono designare due o più lingue ufficiali.
In questi stati i cittadini sono solitamente bilingui (o, se nel paese vengono utilizzate varie lingue, hanno comunque conoscenze basilari di tutte), i documenti ufficiali sono tradotti in tutte le lingue. Giornali, televisioni ed emittenti radiofoniche si specializzano invece in una lingua (solitamente quella della regione dove hanno sede).
In Belgio, prima dell'avvento dell'Euro, erano emesse serie di monete in franchi con iscrizioni in francese e in fiammingo.

## Lingue ufficiali delle organizzazioni internazionali
Le organizzazioni internazionali scelgono spesso, per non portare a preferenze tra gli stati membri, più lingue designate solitamente in base alla diffusione sul loro territorio e alla semplicità. Altre, come l'Unione europea, assegnano tale titolo alle lingue ufficiali di tutti gli Stati membri (per il gaelico, parlato in Irlanda, esistono attualmente disposizioni speciali).

## Minoranze linguistiche
All'interno degli attuali paesi è comune trovare regioni in cui gli abitanti usano una lingua diversa da quella parlata nel resto del territorio: in Italia due esempi sono dati dall'Alto Adige/Südtirol, che fino alla conclusione del primo conflitto mondiale apparteneva all'Impero austro-ungarico e dalla Valle d'Aosta/Vallée d'Aoste, dove la lingua francese è ufficiale dal 1561 e quella italiana è stata introdotta gradualmente a partire dall'Unità d'Italia. 
In altri casi, popolazioni emigrate in massa mantengono la lingua originale, come in alcuni comuni della valle del Lys, in Valle d'Aosta, nei pressi del confine tra Italia e Svizzera, dove si parla il walser. Un altro tipo di minoranza linguistica è costituita da lingue o dialetti che in alcune regioni si affiancano alla lingua ufficiale.

## Seconde lingue
Tra il XIX e il XX secolo si sono effettuati vari tentativi per la creazione di una lingua universale che, fino ad oggi non hanno portato a risultati significativi (inoltre, data l'enorme quantità di lingue artificiali sarebbe praticamente impossibile sceglierne una che possa rispondere alle caratteristiche richieste con l'appoggio di tutti gli stati). Attualmente il problema di comunicare con persone straniere è risolto da lingue franche (la più diffusa è attualmente l'inglese, seguito dal francese e dallo spagnolo e, limitatamente all'ambito europeo, dal tedesco).